# Selaginella hainanensis
Selaginella hainanensis är en mosslummerväxtart som beskrevs av X. C. Zhang och Noot.. Selaginella hainanensis ingår i släktet mosslumrar, och familjen mosslummerväxter. Inga underarter finns listade i Catalogue of Life.